# Los argentinos en la Luna
Los argentinos en la Luna es un libro argentino de ciencia ficción editado en 1969 por Ediciones de la Flor. Contaba con un gran número de autores. Ellos fueron:
Selección y prólogo de Eduardo Goligorsky.
- Viaje maravilloso del señor Nic-Nac (fragmento), Eduardo Ladislao Holmberg.
- Los espías, Manuel Mujica Lainez.
- Los pilotos del infinito, Alberto Vanasco.
- La carga, Donald Yates.
- El vigía, Eduardo Goligorsky.
- La morada del hombre, Angélica Gorodischer.
- La suma de los signos, Juan-Jacobo Bajarlía.
- Los delfines no son tiburones, Marie Langer.
- La purificación, Héctor Yánover.
- Sondas, Héctor G. Oesterheld.
- El tiempo del lunes, Alfredo Julio Grassi.
- Acronia, Pablo Capanna.
- Informe sobre voces, Alberto Lagunas.
- La mutación de Bélacs, Jorge Iégor.
- La victoria de Napoleón, Carlos María Caron.
- La cuenta regresiva, Eduardo Stilman.
- La cacería del plesiosauro, Eduardo Stilman.